# Nyasza-tó
A Nyasza-tó vagy Malawi-tó a Kelet-afrikai árok nagy tavai közül a legdélibb, Afrika második legnagyobb víztérfogatú, második legmélyebb és harmadik legnagyobb területű tava, Malawi keleti, Mozambik nyugati és Tanzánia déli határán. Vize a Föld minden más tavánál több halfajnak ad otthont.

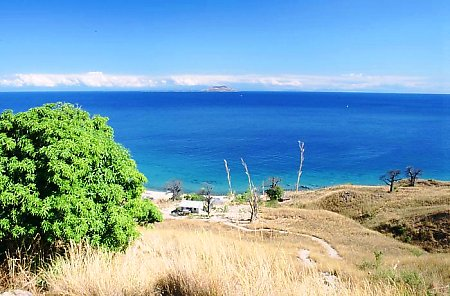
A Malawi-tó látképe a Likoma-szigetről.

## Hidrológiája
Vízfelülete a tengerszint feletti 500 méteres magasságban hullámzik.
Területe 29 600 km², legnagyobb hosszúsága 560–580 kilométer, legnagyobb szélessége 75 kilométer. Átlagos mélysége 292 méter, a legnagyobb 706 méter. Víztérfogata 8400 km³.
Legnagyobb szigetei a Likoma és a Chizumulu (mindkettő lakott).
A legnagyobb beléömlő folyó a Ruhuhu, fő kifolyása a Shire folyó.